# Pierre-Étienne Bindschedler
Pierre-Étienne Bindschedler (né le 21 décembre 1961 à Lausanne en Suisse) est un dirigeant d’entreprise du secteur du bâtiment. Il est PDG du groupe Soprema et fait partie des plus grandes fortunes françaises.

## Biographie

### Enfance, formation et début
Pierre-Étienne Bindschedler est le petit fils de Pierre Geisen, lui même fils de Charles Geisen, fondateur de Soprema créée en 1908. 
Il grandit et étudie en Suisse, notamment à la HEC Lausanne. 

## Carrière
Pierre-Étienne Bindschedler est le PDG du groupe Soprema. 
Il se positionne sur les bâtiments écoresponsables depuis le rachat de l'entreprise familiale en 1992,. 
Il s'investit dans la recherche et le développement. Il préside le pôle fibres énergivie.
Impliqué dans le plan de relance, il met en avant l'apprentissage.
En 2021, il est au  43ème rang du classement des plus grandes fortunes de France,. Pierre-Étienne Bindschedler est l’homme le plus riche du Grand Est.
En décembre 2021, il annonce agrandir ses usines Pavatex dans les Vosges.

## Distinctions
Entrepreneur de l'année, 2013

### Décorations
- Officier de la Légion d'honneur (2024), chevalier le 19 juin 2008[11]